# Filago petro-ianii
Filago petro-ianii là một loài thực vật có hoa trong họ Cúc. Loài này được Rita & Dittrich mô tả khoa học đầu tiên năm 1989.